# 세아제강지주
세아제강지주는 배관・상수도・유정용 강관(탄소강관, STS강관) 및 건축자재용 판재(컬러강판, 아연도강판)를 주로 생산하는 세아제강을 자회사로 하는 세아그룹 계열사이다. 세아제강은 2018년 9월 지주사체제로 개편 하며 세아제강지주(존속법인)와 세아제강(신설법인)으로 분할을 했다. 세아제강지주를 존속법인으로 두고 세아제강을 신설법인으로 분리하며 회계상 2018년 9월 1일이 창립일로 기재되었다.  
세아제강지주는 강관사업의 지주사로 세아제강을 비롯해 해외 자회사(미국, 일본, 베트남, 중국, 이탈리아 등)를 관리하며 세아제강은 포항공장, 군산공장, 순천공장, 창원공장 등을 중심으로 강관제품을 생산하고 있다. 2019년 11월 기준 세아제강지주의 계열사는 세아제강, 세아스틸인터내셔널, 동아스틸, 에스에스아이케이, 세아씨엠 등이며 연결대상 종속회사는 총 17개이다. 세아제강지주는 현대제철과 함께 대한민국 내 강관업계의 쌍두마차로 불린다. 매출구성은 강관 88.8%, 판재 11.2% 등으로 구성된다. 
세아제강은 1960년 부산철관공업으로 설립되어 1967년 강관업계 최초로 해외 수출을 진행한 바 있다. 포항공장은 연간 110만톤의 생산이 가능한 단일 공장 규모로는 세계 최대 수준으로 평가된다. 이외에 군산공장, 창원공장 등을 포함해 국내에서 연간 157만톤의 다양한 강관 제품을 생산하고 있다. 특히, 용접 강관의 대명사인 API 강관을 국내 최초로 개발했던 세아제강은 기술력을 기반으로 국내뿐 아니라 세계적인 강관회사로 성장하고 있다. 
지주사인 세아제강지주는 강관사업 부문 전략 수립 및 컨설팅을 담당하는 강관제조사업 순수 지주회사이다. 주로 글로벌 통상 및 무역 환경 분석과 대응을 위한 글로벌 전략 기능 역할을 담당하고 있다. 세아제강지주는 국내법인 세아제강뿐만아니라, 미국, 베트남, UAE, 이탈리아 등 글로벌 생산기지를 자회사로 두고 연간 총 81만톤의 강관을 해외에서 생산하고 있다. 특히, 미국에 위치한 SeAH Steel USA(SSUSA)는 2017년부터 강화된 미국의 무역확장법에 적절하게 대처해 현지에 생산법인을 설립한 것으로 평가받고 있다. 
세아제강지주가 설립되며, 세아그룹 내에는 세아홀딩스와 세아제강지주 2개의 지주사가 존재하게 됐다. 세아그룹은 3세대 사촌경영을 하고있으며, 주요사업은 강관과 특수강 사업으로 세아제강지주는 강관사업의 지주사로 세아홀딩스는 특수강 사업의 지주사로 역할을 담당하고 있다. 한때 계열분리 가능성이 제기되기도 했으나, 오너들이 직접 계열분리 계획이 없음을 공식석상에서 지속적으로 언급해 하나의 그룹사로서 지속적으로 사업을 영위해 나갈 것으로 보인다. 실제로, 세아홀딩스와 세아제강지주는 공동으로 국제전시회를 참가하거나 공동 수주를 따내는 등 긴밀한 협업체계를 구축해 시너지를 내는 것으로 평가받고 있다.                

## 역사
1960.10 부산철관공업 주식회사 설립
1965.03 한국공업규격 KS표시허가 획득 (전선관, 일반배관용 탄소강관)
1967.08 국내 최초 강관 수출
1969.05 한국증권거래소 상장
1970.08 서울공장 가동
1971.08 서울 본사 이전
1973.10 스파이럴 용접 강관 생산 개시
1975.02 주식회사 부산파이프로 상호 변경
1978.10 포항 제 1공장 준공
1979.03 미국 석유협회 모노그랩 획득 (케이싱 및 튜빙5CT, 송유관5L, 구조용 2B)
1980.08 포항 제 2공장 준공
1981.12 1억불 수출탑 및 금탑산업훈장 수훈
1983.06 일본공업규격(JIS) 표시승인 획득, 포항 제3공장 준공
1985.01 스웨덴 에코파이프 사와의 기술제휴를 통한 국내최초 단열이중관 생산
1990.03 포항 도금공장 준공
1991.07 포항 LD-80 대경공장 준공
1993.07 ISO 9001 품질보증시스템 인증 획득
1995.10 ISO 9002 품질보증시스템 인증 획득
1996.05 주식회사 세아제강 상호 변경
1997.11 포항 제 7공장 준공, ISO 14001 환경경영시스템 인증 획득
1998.05 군산 판재공장 준공
2001.07 기업분할 (세아제강, 세아홀딩스)
2005.11 2억불 수출탑 및 동탑산업훈장 수훈
2007.06 은탑산업훈장 수훈
2008.11 3억불 수출탑 수상
2009.11 4억불 수출탑 및 은탑 산업훈장 수여, 군산공장 준공
2010.10 강관 누적 생산량 2천만톤 달성
2011.04 SeAH Steel UAE 공장 준공
2012.11 5억불 수출탑 수상, 동국R&S 포항공장 인수, SPP강관 인수
2014.02 Inox Tech 인수
2014.12 6억불 수출탑 수상
2016.12 OMK Tube, Inc 휴스턴공장 인수, Laguna Tubular Products Corporation 휴스턴공장 인수
2017.07 판재사업본부 분사 (주)세아씨엠 설립
2018.05 동아스틸 인수
2018.09 기업분할 (세아제강지주, 세아제강)
2019.06 SeAH Steel Vina 제 2공장 준공
2021.02 SeAH Wind 영국법인 설립

## 사업
강관과 판재를 제조하는 사업은 원자재의 원가구성비가 높으므로 원자재 가격변동이 수익성에 많은 영향을 미친다. 강관 시장은 건설 경기 및 석유, 가스 등의 에너지용 강관 수요에 많은 영향을 받는다.
국내에서는 강관부문의 주 수요산업인 건설경기 침체에 따라 이 분야의 매출은 정체되고 있는 반면, 수출수요는 에너지용 강관 수요가 커져 증가하고 있다. 특히 북미에서는 셰일가스 붐을 타고 휴스턴을 비롯한 텍사스 지역에서 강관 수요가 급증하고 있다. 이로 인해 수출은 늘었으나 2014년 미국 상무부에서 한국산 유정용 강관에 대해 반덤핑 관세를 부과하기로 결정한 탓에 실적에는 부담으로 작용하고 있다. 다만, 2016년 말에 미국 현지 휴스턴에 생산법인 SSUSA(SeAH Steel USA) 설립하며 반덤핑 이슈에 적절하게 대응을 하고 있다. 실제로, SSUSA는 설립 이후 성공적인 안정화 단계를 지나며 2018년 튜빙라인 증설에 나서며 미국 시장에 무난하게 안착하는 모습을 보여주고 있다.
북미시장이 주력 수출 지역이나 최근 베트남, 유럽, 중동 등 북미 이외 지역의 매출을 높이기 위한 전략을 취하고 있다. 실제로, 2019년 6월 베트남 남부 동나이성에 위치한 SeAH Steel Vina(SSV) 제 2 공장을 완공했으며 SeAH Steel UAE를 거점으로 후육강관을 생산해 프로젝트향 강관 제품을 전략적으로 납품하고 있다.   

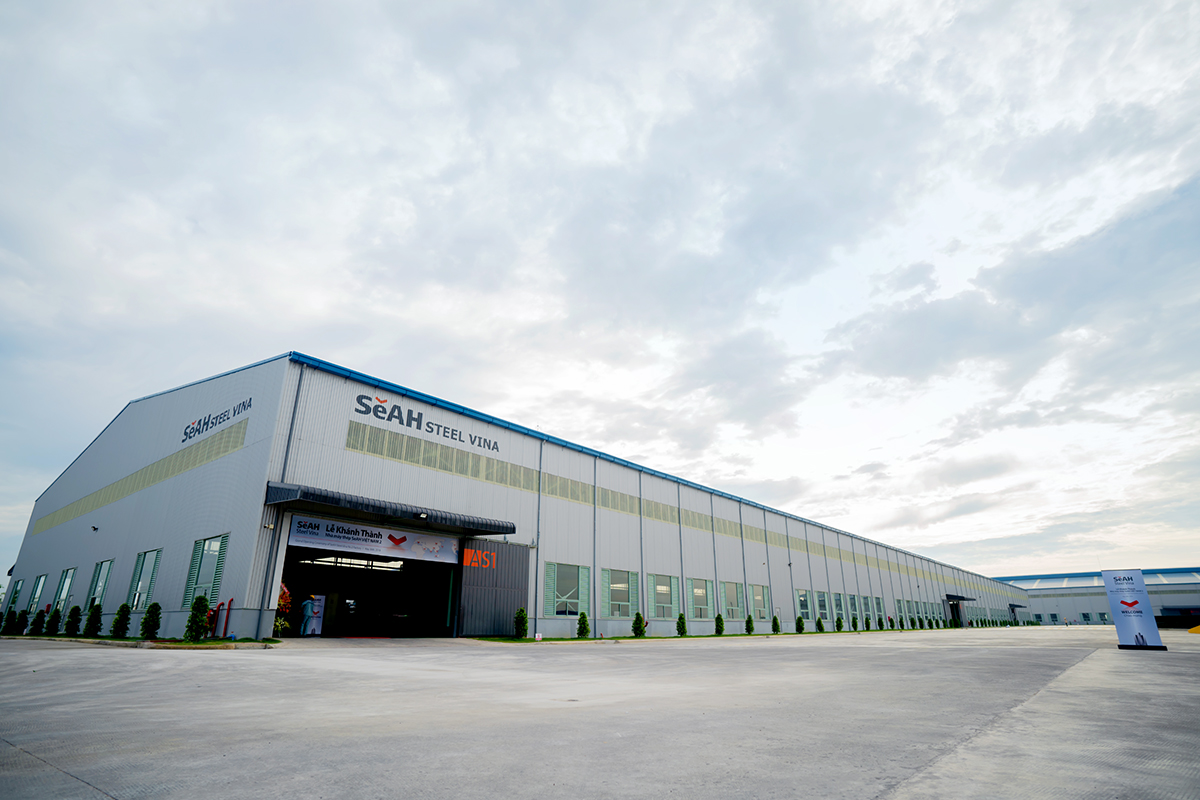
SSV 제2공장

2014년 이탈리아 특수강 강관 업체 이녹스텍(Inox Tech)를 인수했다. 국내 철강업체 최초로 철강의 본고장인 유럽의 철강회사를 인수한 것으로 관심을 받았다. 이녹스텍은 액화천연가스(LNG), 오프쇼어(해양 플랜트)산업 분야에서 스테인리스 대구경 강관 시장을 선도해 온 전문 기업이다. 당시 세아제강은 글로벌 에너지 산업을 중심으로 특수강 강관 수요가 늘고, 신흥 자원 부국의 자원개발이 확대되면서 특수강 강관 시장이 성장했다는 판단하에 인수를 결정했다. 세아제강의 이녹스텍 인수는 소수의 글로벌 업체가 기술을 독점하던 '클래드 강관(Clad Pipe, 고난이도 접합 기술이 적용된 신소재 특수강 강관)'시장의 조기진입 할 수 있는 배경이 되었다. 
2013년 아시아 최초(세계에서 3번째)로 18M 가스관 생산라인을 구축했다. 이는 기존 가스관 12M 대비 길이가 6M가량 긴 장척 가스관 양산체계를 구축한 것이다. 18M장척 가스관은 기존 가스관 대비 연결 용접 부위를 약 30% 감소시켜 작업 용이성 및 공기단축을 통한 비용 효율성 측면에 이점이 있다. 특히, 대부분의 가스관의 불량 및 사고가 가스관을 연결하는 용접 부위에서 발생하는 만큼, 사후 관리의 편의성 및 안전성을 증대할 수 있는 장점이 있다. 실제로, 세아제강은 엔손모빌(ExxonMobil), 쉘(Shell), 쉐브론(Chevron) 등 글로벌 오일 메이저 기업에 납품을 진행하고 있다. 향후 남북 '러시아 가스관' 프로젝트 가시화가 될 경우 긍정적 영향을 받을 수 있을 것으로 분석된다.
세아제강지주는 2018년 구조관 생산업체 '동아스틸'을 인수하며 구조관 사업에 진출했다. 세아제강지주는 국내 구조관 시장이 중국산 철강재의 가격공세에 점차 잠신을 당하고 있는 상황에서 정체기를 맞은 구조관 시장의 질적 성장에 기여하기 위함이라 밝혔다. 더불어 세아제강지주가 보유한 강관 제품 포트폴리오에 구조관 제품을 추가하며 영업 측면에서의 시너지 및 실적개선이 기대가 된다. 세아제강지주는 동아스틸 인수 이후 2019년 11월 안산에 '파이프 센터'를 설립해 남부지역에 집중 되었던 영업망을 수도권 지역까지 확대하고 있다. 
2020년 영국 정부와 MOU를 체결하고 현지에 해상풍력 하부 구조물 제품인 모노파일 공장 설립을 발표하며 해상풍력 시장에 진입했다. 영국은 해상풍력 선진국가로 정부 주도하에 해상풍력 투자에 나서며 수요가 확대되는 가운데 현지 시장 진출은 의미가 있을 것으로 분석된다. 상대적으로 수출 제품 중 유정용강관, 송유관 등 오일 가스향 제품 비중이 높았으나 저유가 지속 및 신재생에너지로의 산업 변화에 따라 해상풍력 하부 구조물 시장에 진출한 것으로 보고있다. 
2021년 영국 현지 SeAH Wind 법인을 설립하고 향후 3년간 4,000억원을 투자해 해상풍력 하부구조물 모노파일 공장 건립 세부 계획을 발표했다. 해당 프로젝트는 세아제강지주의 오너인 이주성 부사장이 전담하고 있다. 영국 공장은 노스 링컨셔주 험버강 남쪽에 위치한 에이블 해양 에너지 파크 (ABLE Marine Energy Park. AMEP)에 7만 4천평 규모로 건립될 예정이다.   
[주요제품]

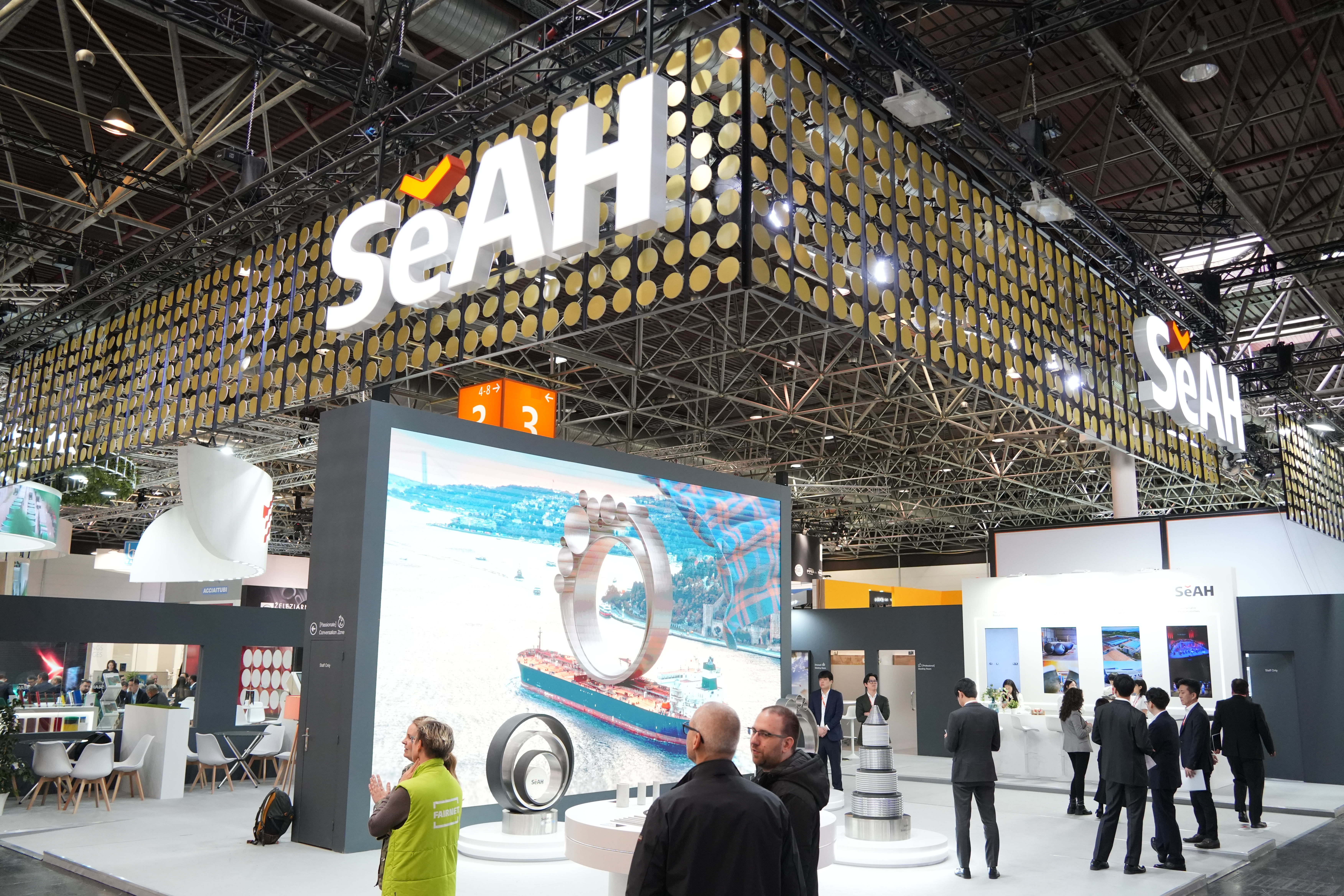
세아그룹 2024 Wire and Tube Show

1. 탄소강 용접 강관 : 오일/가스 사업의 유정용강관, 송유관, 해양 플랫폼, 보일러 튜브, 열교환기용 튜브, 배관용, 일반 구조용, 가스관 등
2. 스테인리스 용접 강관 : LNG 플랜트, 해양플랜트, 원자력 발전, 담수화 설비 등 특수강관 수요처에 사용
3. 아연도금 강판 : 건축자재, 사무기기, 자동차용 내판 등
4. 컬러강판 : 건축자재, 건물 내외장재, 가전기기 등
5. 해상풍력 하부구조물 : 해상풍력기 구조물 제작 등

## 실적
1. 2015년    매출 2조 1,917억원    영업이익 777억원 기록
2. 2016년    매출 1조 7,975억원    영업이익 772억원 기록
3. 2017년    매출 2조 2,900억원    영업이익 1,191억원 기록
4. 2018년    매출 1조 7,817억원    영업이익 805억원 기록
5. 2019년    매출 2조 6,440억원    영업이익 630억원 기록
6. 2020년    매출 2조 3,063억원    영업이익 671억원 기록
7. 2021년    매출 2조 8,417억원    영업이익 2,989억원 기록
8. 2022년    매출 3조 9,538억원    영업이익 5,671억원 기록
9. 2023년    매출 3조 9,133억원    영업이익 5,909억원 기록
10. 2024년    매출 3조 6,751억원    영업이익 2,116억원 기록

## 슬로건
세아의 사명에 담긴 '세상을 아름답게'이 슬로건이다.

## 같이 보기
- 세아그룹
- 세아베스틸

## 자료
1. ↑  “올해 전망 맑음 세아제강” (PDF). 《유진투자증권》. 2025년 2월 28일.
2. ↑  “세아제강 지주사 체제로, 책임 경영 강화”. 2018년 7월 27일. 2020년 2월 17일에 확인함.
3. 1 2  강관업계 쌍두마차 CEO "텍사스 벌판에 파이프를 꽂아라", 머니투데이 2014.09.30 16:04
4. ↑  “세아그룹 3세 경영, '잡음'보다 '화음'내는 이유는”. 2020년 2월 17일에 확인함.
5. ↑  “세아그룹 ‘가스텍 2019’ 참가…에너지용 강관 홍보”. 2019년 9월 18일. 2020년 2월 17일에 확인함.
6. ↑  강관株, 수출은 늘었는데 눈물이…'반덤핑 관세' 탓, 한국경제 2014.09.25 15:40
7. ↑  “"美 철강쿼터 악재에도 매출 유지"…세아제강, 해외거점 강화 전략 통했다”. 2018년 6월 7일. 2020년 2월 17일에 확인함.
8. ↑  “세아제강, 伊 특수강 강관 업체 이녹스텍 인수”. 2014년 2월 10일. 2020년 2월 17일에 확인함.
9. ↑  “'러시아 가스관'으로 승부수 띄우는 세아제강”. 2020년 2월 17일에 확인함.